# Damaromyia neohirsuta
Damaromyia neohirsuta är en tvåvingeart som beskrevs av Hardy 1939. Damaromyia neohirsuta ingår i släktet Damaromyia och familjen vapenflugor. Inga underarter finns listade i Catalogue of Life.